# Autorité de régulation de l'énergie d'Eswatini
L'Autorité de régulation de l'énergie d'Eswatini (en anglais : Eswatini Energy Regulatory Authority, ESERA ; en siswati : Umlawuli Wemandla Agesi Eswatini) est l'organisme de régulation statutaire du secteur énergétique du Royaume d'Eswatini. L'autorité a été établie par la Loi de régulation de l'énergie de 2007 (Loi n°2 de 2007). Sa mission est de "promouvoir une industrie énergétique viable et durable en Eswatini, par une régulation efficace et effective".

## Création et cadre légal

### Établissement
L'ESERA est un organisme de régulation énergétique statutaire établi par la Loi de régulation de l'énergie de 2007 (Loi n°2 de 2007). Cette loi définit le cadre institutionnel et légal dans lequel l'autorité exerce ses fonctions de régulation du secteur énergétique national.

### Mandat légal
Le mandat de l'ESERA est l'administration de la Loi sur l'électricité de 2007 (Loi n°3 de 2007), avec pour responsabilités principales et fondamentales d'exercer le contrôle sur l'industrie de l'approvisionnement électrique (ESI) et la régulation de la génération, transmission, distribution, fourniture, utilisation, importation et exportation d'électricité en Eswatini.

## Fonctions et responsabilités

### Régulation du secteur électrique
L'ESERA exerce un contrôle sur l'industrie de l'approvisionnement électrique avec les responsabilités suivantes :
- Régulation de la génération d'électricité
- Supervision de la transmission et distribution
- Contrôle de la fourniture et de l'utilisation de l'électricité
- Régulation des importations et exportations d'électricité[5]

### Sécurité d'approvisionnement
L'autorité assure la sécurité d'approvisionnement en électricité par l'émission de licences et la régulation des tarifs d'électricité ainsi que de la qualité de l'approvisionnement et des services.

### Régulation tarifaire
L'ESERA est responsable de la régulation des tarifs électriques en Eswatini. L'autorité applique une méthodologie tarifaire spécifique pour déterminer les tarifs d'électricité. En février 2025, l'ESERA a approuvé une augmentation tarifaire moyenne de 14,67% pour l'année financière 2025/26 et 10,91% pour 2026/27.

## Organisation et gouvernance

### Structure organisationnelle
L'ESERA dispose d'une structure de gouvernance comprenant un conseil d'administration et une direction exécutive.

### Indépendance de décision
Selon une évaluation du portail énergétique africain, l'ESERA dispose d'un haut niveau d'indépendance décisionnelle. Les décisions du conseil concernant les tarifs, l'émission et l'amendement de licences sont prises de manière autonome. L'autorité maintient son indépendance dans les révisions tarifaires.

### Défis d'indépendance
Cependant, l'ESERA est évaluée comme ayant un niveau faible d'indépendance vis-à-vis des parties prenantes. Ceci est dû au fait que la loi primaire n'interdit pas au CEO et aux commissaires d'avoir des intérêts personnels dans les services publics régulés ou d'occuper des positions dans les entreprises de services publics avant et après leur mandat à l'ESERA, sous réserve d'interdictions de conflits d'intérêts matériels.

## Siège et localisation
L'ESERA a son siège social à Mbabane, capitale du Royaume d'Eswatini.

## Communication et relations publiques

### Présence sur les réseaux sociaux
L'ESERA maintient une présence active sur les réseaux sociaux pour communiquer avec le public et les parties prenantes. L'autorité dispose d'une page Facebook avec 6 427 abonnés et d'un profil LinkedIn avec 743 followers,.

### Publications et communications
L'autorité publie régulièrement des actualités et des décisions réglementaires à travers son site web officiel, notamment des ordonnances tarifaires et des notifications réglementaires.

## Rôle dans le secteur énergétique national

### Impact sur l'industrie électrique
L'ESERA joue un rôle central dans le développement et la régulation du secteur électrique d'Eswatini. Par ses décisions de régulation et d'octroi de licences, l'autorité influence directement l'évolution de l'industrie énergétique nationale.

### Supervision de l'EEC
L'autorité supervise les activités de l'Eswatini Electricity Company (EEC), la compagnie nationale d'électricité, s'assurant de la conformité aux réglementations et aux standards de service.

## Défis et perspectives

### Développement du secteur
L'ESERA fait face aux défis de régulation d'un secteur en développement, caractérisé par une dépendance importante aux importations d'électricité et un besoin de développement des capacités de production locale.

### Transition énergétique
L'autorité doit également accompagner la transition vers les énergies renouvelables et l'amélioration de l'accès à l'électricité dans le pays, particulièrement dans les zones rurales.

## Contacts et informations pratiques
L'ESERA peut être contactée à travers ses différents canaux de communication, incluant son site web officiel et ses bureaux à Mbabane.